# Lewobierieżnyj (obwód wołogodzki)
Lewobierieżnyj (ros. Левобережный) – wieś w Rosji, w rejonie nikolskim obwodu wołogodzkiego. W 2010 r. liczyła 260 mieszkańców.